# Park Woo-sang
Park Woo-sang (* 30. Mai 1985 in Seoul) ist ein ehemaliger südkoreanischer Eishockeyspieler, der während seiner aktiven Karriere unter anderem für die Anyang Halla in der Asia League Ice Hockey.

## Karriere

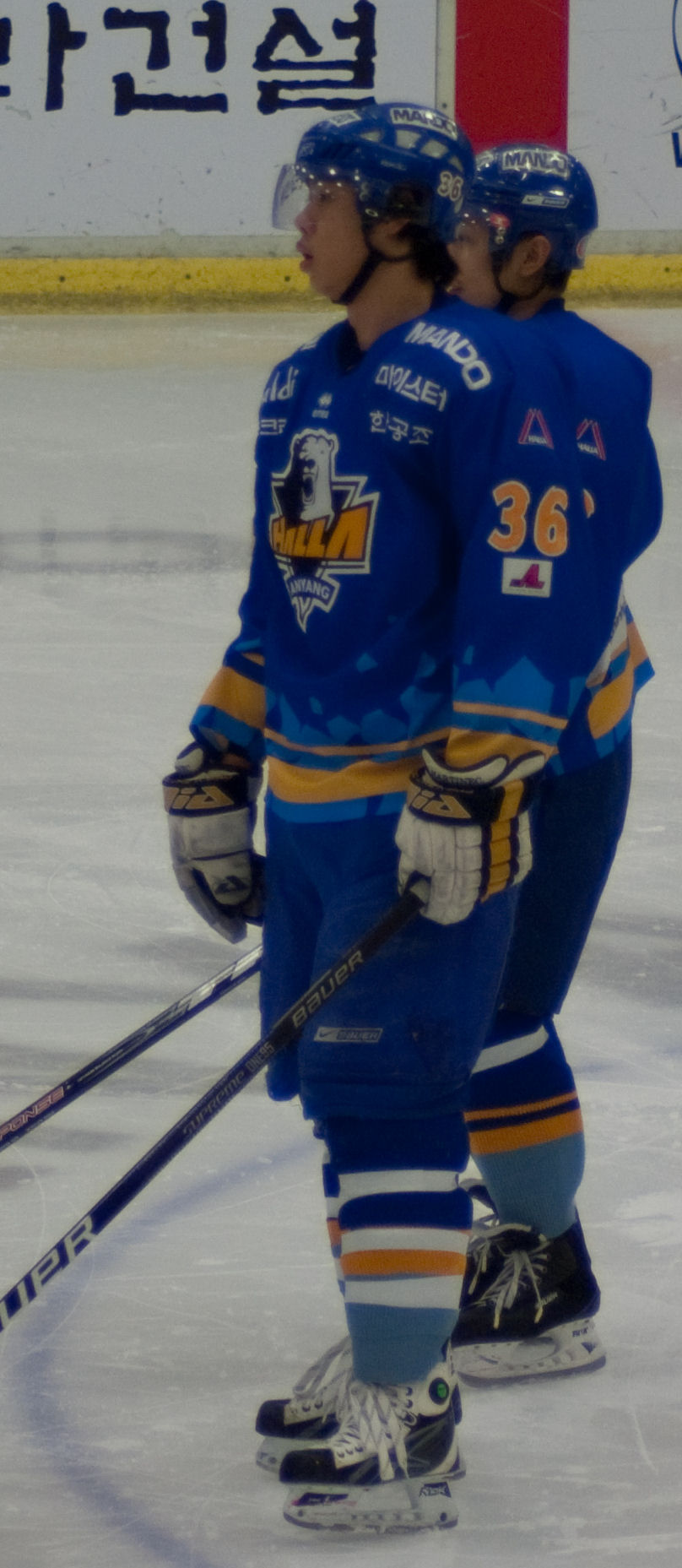
Park Woo-sang im Trikot von Anyang Halla

Park Woo-sang begann seine Karriere als Eishockeyspieler in der Mannschaft der Kyungsung Highschool. Als 19-Jähriger wechselte er für vier Jahre zur Yonsei-Universität. Durch seine Auftritte in der Nationalmannschaft wurde der Anyang Halla, eine der beiden südkoreanischen Mannschaften in der Asia League Ice Hockey, auf ihn aufmerksam. Sowohl 2010 als auch 2011 konnte er mit seinem Team die Meisterschaft erringen. Anschließend wechselte er in die britische Elite Ice Hockey League zu Coventry Blaze. 2012 kehrte er zu Anyang Halla zurück, wechselte aber bereits ein Jahr später zu Daemyung Sangmu, der neugebildeten dritten südkoreanischen Mannschaft in der Asia League Ice Hockey. Aufgrund seiner guten Leistungen wurde er 2014 in das First Team der Asia League gewählt. Anschließend ging Park wieder zu Anyang Halla und konnte mit seiner Mannschaft, die er auch als Kapitän auf das Eis führte, 2015 die Hauptrunde der Asie League gewinnen. Das Playoff-Finale ging dann jedoch gegen die Tōhoku Free Blades aus Japan glatt mit drei Niederlagen verloren. Ein Jahr später gelang dann zum dritten Mal der Sieg in der Asia League, als das russische Tram vom HK Sachalin mit einer 3:2-Siegesserie in den Playoff-Endspielen geschlagen werden konnte. 2017 gewann Park mit Anyang Halla gegen denselben Gegner dann erneut die Asia League.

### International
Für Südkorea nahm Park Woo-sang bereits an der U-18-Weltmeisterschaft 2003 in der Division II teil. Nachdem er in der Division II der U-20-Weltmeisterschaft 2005 mit zwölf Toren in fünf Spielen aufgefallen war, wurde er für die anschließende Herren-WM 2005 (ebenfalls Division II) nominiert und gab dort sein Debüt in der A-Nationalmannschaft des asiatischen Landes. Mit den Südkoreanern gelang Park bei der WM 2007 der Sprung in die Division I. 2008 mussten Park und die südkoreanische Mannschaft jedoch den sofortigen Abstieg hinnehmen. Zwei Jahre später gelang Parks Team bei den Titelkämpfen 2010 erstmals der Klassenerhalt in der Division I. Auch 2011 und 2012 vertrat Park sein Land erneut bei den Weltmeisterschaften. Nach dem Aufstieg durch ein 3:2 gegen Gastgeber Polen spielte Südkorea bei der folgenden Weltmeisterschaft 2013 erstmals in der A-Gruppe der Division I. Auch 2014 war er dort aktiv, musste jedoch mit seiner Mannschaft den Abstieg in die B-Gruppe hinnehmen. Bei der Weltmeisterschaft 2015 gelang den Asiaten mit Park als Mannschaftskapitän jedoch die sofortige Rückkehr in die A-Gruppe, wo er dann 2016 und 2017, als erstmals der Sprung in die Top-Division gelang, wieder spielte.
Bei den Winter-Asienspielen 2007 und 2011 gewann er mit der südkoreanischen Mannschaft jeweils hinter Kasachstan und Japan die Bronzemedaille. Bei den Winter-Asienspielen 2017 belegte er mit den Südkoreanern Platz zwei hinter Kasachstan. Zudem vertrat er seine Farben beim Qualifikationsturnier für die Olympischen Winterspiele in Sotschi 2014 und bei den Olympischen Winterspielen 2018 in Pyeongchang, bei denen die Südkoreaner als Gastgeber direkt teilnahmeberechtigt waren.

## Erfolge und Auszeichnungen
- 2010 Gewinn der Asia League Ice Hockey mit Anyang Halla
- 2011 Gewinn der Asia League Ice Hockey mit Anyang Halla
- 2014 First Team der Asia League Ice Hockey
- 2016 Gewinn der Asia League Ice Hockey mit Anyang Halla
- 2017 Gewinn der Asia League Ice Hockey mit Anyang Halla

### International
- 2007 Aufstieg in die Division I bei der Weltmeisterschaft der Division II, Gruppe B
- 2007 Bronzemedaille bei den Winter-Asienspielen
- 2011 Bronzemedaille bei den Winter-Asienspielen
- 2012 Aufstieg in die Division I, Gruppe A, bei der Weltmeisterschaft der Division I, Gruppe B
- 2015 Aufstieg in die Division I, Gruppe A, bei der Weltmeisterschaft der Division I, Gruppe B
- 2017 Silbermedaille bei den Winter-Asienspielen
- 2017 Aufstieg in die Top-Division bei der Weltmeisterschaft der Division I, Gruppe A

## Asia-League-Statistik
(Stand: Ende der Saison 2016/17)